# Neoopisthopterus
Neoopisthopterus – rodzaj ryb promieniopłetwych z rodziny Pristigasteridae.

## Rozmieszczenie geograficzne
Do rodzaju należą gatunki występujące w wodach wschodniego i zachodniego Oceanu Atlantyckiego.

## Morfologia
Długość ciała do 15 cm; brak szczegółowych danych dotyczących masy ciała.

## Systematyka
Rodzaj zdefiniował w 1948 roku amerykański ichtiolog Samuel Frederick Hildebrand w artykule zatytułowanym Nowy rodzaj i pięć nowych gatunków amerykańskich ryb, opublikowanym w czasopiśmie „Smithsonian miscellaneous collections”. Gatunkiem typowym jest (oryginalne oznaczenie (również monotypowe)) N. tropicus.

### Etymologia
Neoopisthopterus: gr. νεος neos ‘nowy’; rodzaj Opisthopterus Gill, 1861.

### Podział systematyczny
Do rodzaju należą następujące gatunki:
- Neoopisthopterus cubanus Hildebrand, 1948
- Neoopisthopterus tropicus (Hildebrand, 1946)